# Li Fen
Li Fen (* 25. August 1976 in Shandong, China) ist eine schwedische Tischtennisspielerin. Sie wurde 2013 Europameisterin im Einzel.

## Werdegang
Li Fen wurde in chinesischen Shandong geboren. Sie spielte von 1995 bis 2004 in der chinesischen Superliga. Nach einjährigem Gastspiel beim schwedischen Verein Trelleborgs BTK 2004/05 sowie in China 2006/07 schloss sie sich 2007 dem TTSV Saarlouis-Fraulautern in der deutschen Bundesliga an. Als der Verein 2013 seine Damenmannschaft zurückzog, wechselte sie zum österreichischen Verein SVS Ströck. Seit 2012 lebt sie in Schweden, im Sommer 2012 nahm sie die schwedische Staatsbürgerschaft an. 2013 gewann sie die schwedische Meisterschaft. Im gleichen Jahr nahm Li Fen an der Europameisterschaft teil. Hier erreichte sie nach Siegen über Joanna Parker (England), Liu Jia (Österreich), Li Xue (Frankreich), Shen Yanfei (Spanien) und Fu Yu (Portugal) das Endspiel im Einzel, das sie gegen Shan Xiaona (Deutschland) gewann. Aktuell (2018) spielt sie für den portugiesischen Klub Sporting Lissabon.

## Privat
Li Fen hat einen Sohn.

## Turnierergebnisse
| Verband | Veranstaltung | Jahr | Ort           | Land | Einzel        | Doppel     | Mixed | Team |
| ------- | ------------- | ---- | ------------- | ---- | ------------- | ---------- | ----- | ---- |
| SWE     | Pro Tour      | 2013 | Stockholm     | SWE  | letzte 16     |            |       |      |
| SWE     | Pro Tour      | 2013 | Wels          | AUT  | letzte 16     |            |       |      |
| SWE     | Pro Tour      | 2013 | Almería       | ESP  | letzte 32     |            |       |      |
| SWE     | Pro Tour      | 2012 | Bremen        | GER  | letzte 64     | letzte 16  |       |      |
| CHN     | Pro Tour      | 1998 | Jinan City    | CHN  | Viertelfinale | letzte 16  |       |      |
| CHN     | Pro Tour      | 1998 | Kota Kinabalu | MAS  | Halbfinale    | Halbfinale |       |      |
| CHN     | Pro Tour      | 1997 | Chiba         | JPN  | letzte 32     | letzte 16  |       |      |